# Jaime Bayly
Jaime Bayly (Lima, Peru, 19 de fevereiro de 1965) é um escritor e jornalista peruano, naturalizado estadunidense e radicado em Miami.
Sua trajetória televisiva começou em 1983, como entrevistador de celebridades e políticos, onde foi reconhecido por un característico estilo irreverente e incisivo, ganhou fama rapidamente por sua pouca idade e sua posição conservadora em temas de la política peruana. Bayly foi condecorado em três ocasiones com o Emmy, por seu trabalho em diferentes canais estadunidenses. Deu-se a conhecer como escritor em 1994, publicando una serie de novelas de estilo erótico. Duas delas serviram como base para filmes internacionais.

## Biografia
Filho do banqueiro Jaime Bayly Llona e Doris Mary Letts Colmenares, por parte de sua família paterna é bisneto da escritora Mercedes Gallagher y neto de James Francis Bayly (ex-presidente do Banco Latino). Do lado materno, é sobrinho do político Ricardo Letts e do empresário Roberto Letts.
Estudou em três colégios de Lima. No primeiro ano do primário, no Inmaculado Corazón; em seguida, nove anos no Markham College. Terminou o secundário no Colegio San Agustín.
Segundo sua própria versão, quando tinha 15 anos teve profundas desavenças com seus padres e se mudou para a casa dos avós, com os quais viveu entre 1980 e 1981. Nesse intervalo, e por insistência da mãe, começou a trabalhar como ajudante em meio período no jornal peruano La Prensa de Lima. Lá, estabeleceu um vínculo especial com o jornalista peruano Federico Salazar, e foi testemunha do ocaso do jornal limenho, o qual, tempos depois, evocaria em sua novela Los últimos días de 'La Prensa'. Uma vez graduado na escola (1981), postulou e ingressou na PUC do Peru para seguir o curso de Direito, mas, enquanto ainda se encontrava nos estudos gerais de letras, abandonou-o para se dedicar por inteiro ao jornalismo.
Em 22 de março de 1993, se casou com Sandra Masías Guislain, com quem teve duas filhas: Camila (Washington D. C., 1993) e Paola (Miami, 1995). Divorciaram-se em 29 de octubre de 1997. Bayly se declarou bissexual, e entre seus romances masculinos esteve o jornalista argentino Luis Corbacho. O próprio Bayly se refere ao término com Corbacho depois de oito anos em um texto publicado em Perú 21.

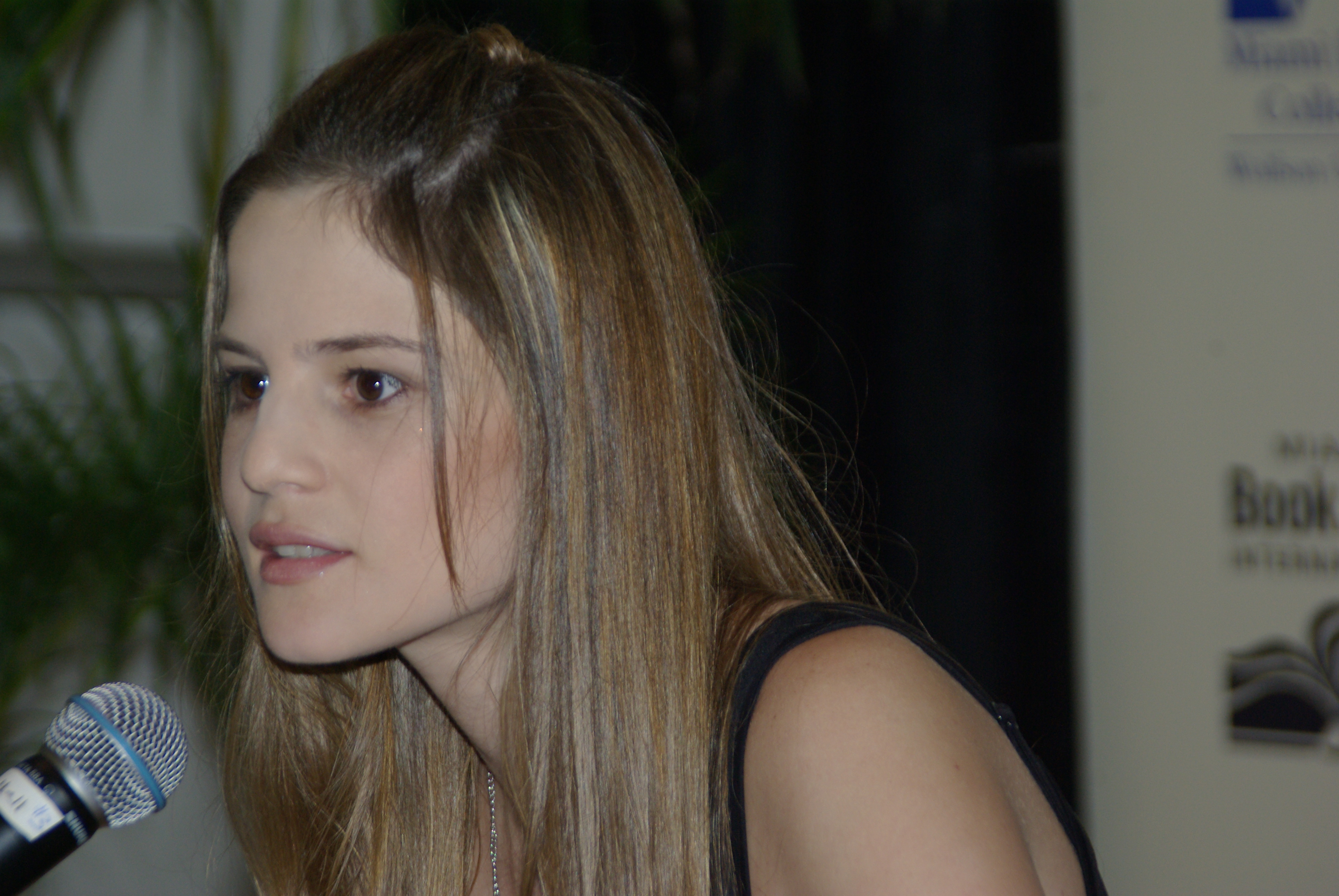
Silvia Núñez del Arco na Feira Internacional do Livro de Miami (2011).

Em 2009, anunciou sua relação com Silvia Núñez del Arco Vidal, que ficou grávida em em 2010. Em 21 de março de 2011, contraíram matrimônio em Miami uma semana antes de nascer sua filha Zoe. Silvia é uma joven escritora, 23 anos mais nova que Bayly, com duas novelas publicadas por Planeta Perú. Jaime Bayly e Silvia Nuñez del Arco vivem na ilha de Key Biscayne, em Miami.

## Atividade na conjuntura política
Aos 18 anos começou a entrevistar na televisão políticos peruanos de diferentes esferas: deputados, senadores e candidatos presidenciais. Sempre na televisão, apoiou Mario Vargas Llosa em sua candidatura presidencial nas eleições peruanas de 1990]], integrando el Movimiento Libertad. Em suas memorias, Vargas Llosa reconheceu que o apoio de Bayly e outros jornalistas foi "inestimável" e "muito resoluto".
Posteriormente, defendeu o voto em branco no segundo turno das eleições peruanas de 2001, ao lado do liberal Álvaro Vargas Llosa, porque não estava de acordo com nenhum dos dois candidatos finalistas, Alejandro Toledo y Alan García.  Nas eleições de 2006, junto à periodista Cecilia Valenzuela, rechaçou abertamente o candidato nacionalista Ollanta Humala, sugerindo votar em García como "mal menor".
Em 2010, tanto em seu programa de televisião, El francotirador, como em suas colunas semanales publicadas no jornal Perú 21, manifestou o desejo de ser candidato presidencial pelo partido Cambio Radical. Não obstante, em janeiro de 2010, José Barba Caballero, fundador do partido, ao escutar o que Bayly chamava de plano de gobierno, fez públicas suas discordâncias. Em maio do mesmo ano, Bayly anunciou que não ia se candidatar pelo Cambio Radical devido aos vínculos dessa organização com o candidato à prefeitura de Lima, Álex Kouri.
 Luego, intentó acercarse al PPC a través de su líder, pero fue rechazado; por último, el 15 de noviembre, en su columna de Perú 21, anunció que renunciaba a postular a cualquier cargo público.
Nas campanhas presidenciais dos anos 2011 e 2016, apoiou abertamente a candidatura de Keiko Fujimori, filha de Alberto Fujimori, em diferentes meios de comunicação, inclusive seu próprio programa de televisão.
É colunista dos jornais peruanos Perú 21, Diario Correo, do jornal espanhol El Mundo e do estadunidense El Nuevo Herald.

## Apresentador de televisão
Bayly foi apresentador de vários programas de televisão na América Latina e atualmente (em 2007) ele é entrevistador do show Bayly do canal WSBS-TV, de segunda à sexta, às dez horas da noite no horário EST dos Estados Unidos Mega TV.. Este programa é quase uma réplica de seu programa peruano "El Francotirador", porém com maior teor anti socialista, com referências freqüentes a Fidel Castro e Hugo Chavez. Apesar de Bayly exibir uma agenda liberal em relação a assuntos sociais, ele mantém posicionamentos mais conservadores quanto à política e economia.
A personalidade singular e os posicionamentos sociais controversos exibidos por Bayly podem ser observados claramente nesta gravação em vídeo. Aqui Bayly responde às acusações de cunho homofóbico feitas na mídia por Isaac Humala Núñez, um renomado advogado laboral peruano e também o idealizador do chamado Movimiento Etnocacerista, um grupo de etno-nacionalistas peruano. Isaac Humala Núñez também é pai de Ollanta Humala, um dos candidatos presidenciais proeminentes nas eleições nacionais do Peru de 2006 e a quem Bayly muitas vezes havia criticado em seus programas de televisão semanais. Isaac Humala Núñez manteve contato com o escritor peruano Mario Vargas Llosa durante os anos universitários quando ele o teria apresentado aos conceitos do marxismo-leninismo; e Issac Humala Núñez figura no livro de Mario Vargas Llosa Conversación en La Catedral, publicado em 1969, uma obra que o autor disse ser a primeira que ele salvaria dum fogo (eventual), se necessário...

## Escritor
Bayly iniciou sua carreira de escritor em Madrid, Espanha, aos vinte e cinco anos de idade, em 1994, orientado pelo escritor peruano Mario Vargas Llosa. Vargas Llosa o apresentou a editora espanhola (Editorial) Seix Barral que publicou os seus primeiros contos. Em 1997 ele publica a sua quarta obra, desta vez com a empresa Editorial Anagrama, vindo a receber o prêmio Herralde de Novela, outorgado pela mencionada casa publicadora. Os seus seguintes três livros também são publicados pela editora Anagrama. Finalmente, em 2002, Bayly publica a sua oitava e subseqüentes obras juntamente à casa Editorial Planeta. O seu décimo conto foi um dos finalistas do Premio Planeta 2005, ficando em segundo lugar ante Pasiones romanas de María de la Pau Janer.
Muitos dos contos de Bayly giram em torno da homossexualidade. Outros elementos recorrentes em suas obras são cenas da cidade de Lima, a alta sociedade e os conflitos nas relações interpessoais.

## Obras
- No Se lo Digas a Nadie (1994), filme de Francisco J. Lombardi, em 1998.
- Los Últimos Días de la Prensa, (1996).
- Fue Ayer y no me Acuerdo, (1997).
- La Noche es Virgen, (1997).
- Yo Amo a mi Mami, (1999).
- Los Amigos que Perdí, (2000).
- Aquí no hay Poesía, (2001)
- La Mujer de mi Hermano, (2002), filme de Ricardo de Montreuil, em 2004.
- El Huracán Lleva tu Nombre, (2004).
- Y de Repente, un Ángel, (2005), finalista do Prêmio Planeta.